# Percy Creek, Northumberland County
Percy Creek är ett vattendrag i Kanada.   Det ligger i provinsen Ontario, i den sydöstra delen av landet, 210 km sydväst om huvudstaden Ottawa.
Omgivningarna runt Percy Creek är en mosaik av jordbruksmark och naturlig växtlighet. Runt Percy Creek är det ganska glesbefolkat, med 34 invånare per kvadratkilometer.